# 2008 en chimie
Cet article présente les faits marquants de l'année 2008 en chimie.

## Évènements
- 40ème Olympiades Internationales de Chimie, organisées à Budapest en Hongrie du 12 juillet au 21 juillet[1].

## Prix
- Prix Nobel de chimie : Osamu Shimomura, Martin Chalfie et Roger Tsien pour leur découverte et le développement de la protéine fluorescente verte[2],[3].
- Prix Wolf de chimie : William Moerner et Allen J. Bard « pour l'ingénieuse création d'un nouveau champ scientifique, l'électrochimie et spectroscopie de molécule célibataire, avec un impact au régime nanoscopique, des domaines moléculaire et cellulaire aux systèmes matériels complexes »[4].
- Prix Procter & Gamble : Lee White[5]
- Prix Anselme-Payen : Fumiaki Nakatsubo[6]
- Médaille Garvan-Olin : Elizabeth C. Theil[7]
- Prix Ernest-Guenther : David G.I. Kingston[8]
- ACS Award in Pure Chemistry : Rustem F. Ismagilov[9]
- Arthur C. Cope Award : James Fraser Stoddart[10]
- Prix Irving-Langmuir : Daniel M. Neumark[11]
- Médaille Priestley : Gábor A. Somorjai[12],[13],[14]
- Médaille Leverhulme : Anthony Cheetham[15]
- Médaille Davy :James Fraser Stoddart pour ses contributions dans le domaine de la technologie moléculaire[16].
- Grand prix Émile-Jungfleisch: Jean-Pierre Majoral[17]
- Prix Alfred-Bader : Thomas G. Back[18]

- Grand prix Pierre-Süe : Jean Roncali[19]
- Grand prix Achille-Le-Bel : Andrew Greene[20]
- Médaille William-H.-Nichols : Nadrian C. Seeman[21]

## Décès
- 29 avril : Albert Hofmann (né en 1906), chimiste suisse. Il découvrit le LSD en 1938.
- 5 août : Neil Bartlett[22] (né en 1932), chimiste anglais.
- 23 novembre : Frits Böttcher (né en 1915), professeur de chimie physique néerlandais.
- 28 novembre : Wo Weihan (né en 1949), biochimiste et homme d'affaires chinois.
- 5 décembre : George Brecht (né en 1926), artiste et chimiste américain.
- 14 décembre : Henri-Géry Hers (né en 1923), biochimiste belge.